# 卡斯塔尼亚克
卡斯塔尼亚克（法語：Castagnac，法語發音：[kastaɲak]）是法国上加龙省的一个市镇，属于米雷区。

## 地理
卡斯塔尼亚克（43°13'41"N, 1°21'11"E）面积10.77 平方千米，位于法国奧克西塔尼大區上加龙省，该省份为法国西南部内陆省份，西南端与西班牙接壤，自此顺时针与上比利牛斯省、热尔省、塔恩-加龙省、塔恩省、奥德省和阿列日省接壤。
与卡斯塔尼亚克接壤的市镇（或旧市镇、城区）包括：莱兹河畔莱扎、圣伊巴尔、卡南、拉特拉普、马萨布拉克。

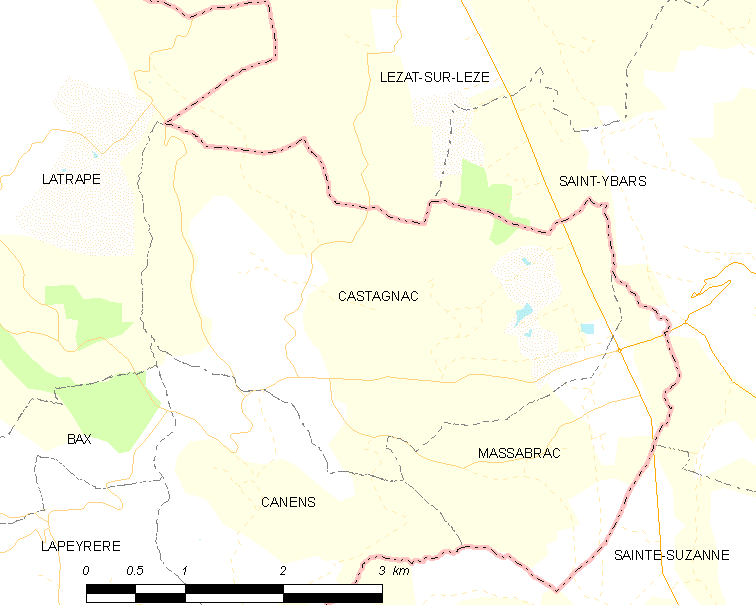
卡斯塔尼亚克的OSM定位图

卡斯塔尼亚克的时区为UTC+01:00、UTC+02:00（夏令时）。

## 行政
卡斯塔尼亚克的邮政编码为31310，INSEE市镇编码为31111。

## 政治
卡斯塔尼亚克所属的省级选区为欧特里沃县。

## 人口

1962-2008年间卡斯塔尼亚克人口变化图示

卡斯塔尼亚克于2022年1月1日时的人口数量为326人。